# Kmanek Haburas Unidade Nasional Timor Oan
Kmanek Haburas Unidade Nasional Timor Oan – założone 22 czerwca 2011 roku, timorskie ugrupowanie polityczne.

## Poparcie w wyborach
| Wybory | Poparcie | Zmiana punktów procentowych | Mandaty | Zmiana |
| ------ | -------- | --------------------------- | ------- | ------ |
| 2012   | 2,97%    | –                           | 0       | –      |
| 2017   | 6,4%     | 3,43%                       | 5       | 5      |